# Красилівка (Броварський район)
Краси́лівка — село у Броварському районі Київської області. Село розташовано біля степової річки Рудки (інша назва — Красилівка, права притока р. Трубіж), яка впадає в річку Трубіж. Станом на 2003 рік загальна площа земель в адмінмежах — 3022,3 га, загальна площа населеного пункту 458,7 га. Входить до складу Калинівської селищної громади.
Село засноване у XVII ст.

## Динаміка населення
За даними перепису кількість населення в селі становила:
| Красилівка           | 1897 | 1970 | 1989 | 2001 | 2003 | 2025 |  |
| -------------------- | ---- | ---- | ---- | ---- | ---- | ---- |  |
| Загальна кількість   | 1735 | 3217 | 3506 | 3494 | 3503 | 3645 |  |
| Дітей шкільного віку |      |      |      |      | 786  |      |  |
| Пенсіонерів          |      |      |      |      | 795  |      |  |

## Символіка
Офіційно затвердженими символами села Красилівка є герб та хоругва.
Герб села: в щиті, перетятому червоним та зеленим, зображений срібний розквітлий конюшоподібний хрест. Щит обрамований декоративним картушем та увінчаний золотою сільською короною.
Хоругва села: прямокутне полотнище, що складається з двох рівних горизонтальних смуг — червоної та зеленої. В центрі розташований білий розквітлий конюшоподібний хрест.

## Історія
Красилівка — це давня монастирська вотчина Києво-Печерської Лаври. Перша письмова згадка про неї походить з польської люстрації 1636 р. Першозасновником вважається легендарний Красило. За московитським переписом 1666 р. тут платили податки 20 селянських дворів. Інші згадки про Красилівку зустрічаються у 1680 році — в «Описанні Києво-Печерської Лаври» (наведена жалувана грамота царя Федора Олексійовича). У матеріалах Центрального історичного архіву є записи за: 1737, 1741 роки — в «Исповедных розписях» (47 записів — поіменно записані селяни, які говіли в церкві);
1763 році — в «Ревизских сказках» (подвірно переписані всі чоловіки села, вказано їх вік та походження).
За Гетьманщини село було у складі Гоголівської сотні Київського полку.
Згодом на ці землі прийшли козаки, що об'єдналися з требухівцями і прогнали монахів. У користуванні козаків було 500 десятин землі. Пізніше з різних місцевостей приїхали «казенні» селяни, які зайняли 1800 десятин землі. Але «казенні» селяни були не спроможні обробляти землю, тому здавали її козакам, а самі працювали на будівництві доріг. В цей час сіяли жито, овес, ячмінь, горох, гречку, просо, пізніше пшеницю. Картоплю вирощували тільки для себе, але до наступного врожаю її не вистачало. Городництвом не займались.
У селі було 40(!) млинів, над дорогою стояв шинок. Існує переказ, що відвідувачі шинка вживали нецензурні слова, саме тому і до сьогодення цей куток має назву «Матюхівщина».

### XX сторіччя
На початку XX сторіччя селяни Антон Васильович Чуняк та Григорій Данилович Бровченко розповсюджували революційну екстремістську літературу в селі, за що у 1905 році їх було засуджено і вислано. В село вони повернулись після революції 1917 року.
У 1921 році в селі організована комуна «Шлях освіти». У 1930 році було утворено 2 колгоспи «Червоний прапор» і «Нове життя».

#### Голодомор
У 1932—1933 році село було підпорядковано великодимерському району. Урожай хліба було повністю вивезено, що сприяло масовому голодуванню. Зі слів очевидців загинуло 70 % жителів села, встановлено лише 5 прізвищ загиблих.

#### Сьогодення
Станом на 2013 рік у селі налічується 1008 будинків та 145 квартир. Працюють: дитячий садок, школа, 2 бібліотеки, медична амбулаторія, лазня, перукарня, 12 закладів торгівлі. Місцеве населення займається переважно вирощуванням ранніх овочів, садівництвом. Місцеві жителі називають себе пучков'язами — в'яжуть городину в пучки і продають на ринках Києва.

## Населення

### Мова
Розподіл населення за рідною мовою за даними перепису 2001 року:
| Мова            | Кількість | Відсоток |
| --------------- | --------- | -------- |
| українська      | 3408      | 97.53%   |
| російська       | 79        | 2.26%    |
| білоруська      | 3         | 0.09%    |
| болгарська      | 1         | 0.03%    |
| інші/не вказали | 3         | 0.09%    |
| Усього          | 3494      | 100%     |

## Назва
Існує три перекази щодо назви села:
- Першозасновника села звали Красило, тому село названо на його честь. За матеріалами статбюро Переяславського повіту від 1882 року[7].
- На землях села, заснованого монахами Києво-Печерської Лаври, стояло багато монастирських будівель, вкритих червоною бляхою і назва села може походити від «Красний дім» — «Красилівка».
- Біля Рудки стояв невеличкий хутір. Монахи, що тут жили, мали млин, який занесло в повінь. Після цього люди стали селитися ближче до дороги. Серед монахів була красива та знатна жінка — красна бариня, звідси можливо і пішла назва села.

## Розташування, територіальний поділ
Красилівка розташована на відстані близько 36 км на північний схід від Києва.
Вулиці та кутки села, що зберегли старі назви: Горошкова, Димирська, Зацорківська, Ковальська, Комницька, Ладанська, Мертва (вулиця, що веде до сільського цвинтаря), Пугачова, Топорна, Шулявська, Броварський хутір та Раковий хутір.
Назви вулиць, які було змінено під час радянізації: Будьонного, Кірова, Комсомольська, Леніна, Орджонікідзе, Піонерська, Чехова, Щорса.
Вулиці, названі на честь жителів-героїв села:
- Дяченка — на честь Андрія Васильовича Дяченка, Героя Радянського Союзу, який загинув в роки війни.
- Басова — на честь Сергія Миколайовича Басова, воїна-інтернаціоналіста, кавалера ордена Червоної Зірки, який загинув під час Афганської війни[9].

## Церкви
В селі три церкви.
Свято-Михайлівський храм УПЦ. Настоятель: прот. Димитрій Ященко. Адреса храму: с. Красилівка, вул. Будівельників, 7.

## Освіта
У 1884 р. школа розміщувалася у сільській хаті 9 на 9 аршинів. Навчала 75 учнів (лише хлопчики) вчителька — Ф. Булкіна, займалося 3 групи.
У 1889 р. в громадському будинку було засновано початкове однокласне училище. Навчала 15 дітей вчителька Матрона Карпівна Нестеровська, законовчителем працював О. М. Величковський. У 1915 р. згорів весь сільський куток, де стояла школа, нову будівлю навчального закладу почали будувати у 1909—1910 роках.
До 1941 р. директором школи працював Корній Іванович Аза, який загинув на фронті під час війни. До 1943 р. школа не працювала, дані про місце розташування школи відсутні. Після війни першим директором школи була місцева вчителька Мотря Василівна Зозуля. З 1950 р. до 1970 р. освітній заклад очолювали І. К. Рибак, П. П. Супрун, Д. М. Лисенко, П. І. Штефан, М. А. Вдовиченко.
У 1974 р. збудували двоповерхове приміщення середньої школи, одночасно в школі було відкрито музей бойової слави, у якому висвітлено фронтовий шлях 163-ї стрілецької дивізії 40-ї армії, що визволяла Красилівку від окупантів. У 1979 р. в Красилівській середній школі навчалися 532 учні, у заочній вечірній школі — 70.
З 1977 р. до 1998 р. освітнім закладом керували Л. С. Пономаренко, В. М. Хрипун, С. О. Шуневич, Є. В. Горенко. З 1998 р. директором Красилівської школи працює В. П. Гутор, викладають 33 вчителі. За період 1981—2001 рр. школу із золотими та срібними медалями закінчили 38 випускників.
У 2002/2003 навчальному році в школі навчались 516 учнів, педколектив налічував 32 особи. У 2023/2024 навчальному році у Красилівському ЛПшГ відповідно 364 учні, персоналу 33 особи.
Функціонує заочна школа.

## Відомі особистості
- Дяченко Андрій Васильович — Герой Радянського Союзу.
- Корнієнко Валентин Олексійович — український перекладач, член Національної спілки письменників України.
- Менжега Олександр Миколайович — український футболіст.
- Павленко Михайло Володимирович — Герой Соціалістичної Праці.
- Пасічна Воліна Петрівна — перекладач.
- Різаненко Павло Олександрович — український правозахисник, громадський діяч, народний депутат України 7-го та 8-го скликань.
- Якубовський Володимир Омелянович — поет.

## Спорт
В селі існує 2 футбольних клуби: «ФК Олімпік» та «ФК Красилівка».